# 菩提皮粉蝨
菩提皮粉蝨（学名：Pealius spina）为粉蝨科皮粉蝨屬下的一个种。